# Machines (videogioco)
Machines è un videogioco di strategia in tempo reale con componenti di altri tipi, pubblicato da Acclaim  nel 1999. È ambientato in un ipotetico futuro su mondi lontani durante un'immaginaria guerra tra macchine, in cui ci si deve occupare di costruire e controllare sia basi che unità robotiche.

## Modalità di gioco
Paesaggio, unità e strutture sono in 3D.
La campagna ha varie missioni in sequenza per il gioco in singolo relative a un insieme di quattro fazioni.